# Campeonato Europeo de Voleibol Masculino de 2017
El XXX Campeonato Europeo de Voleibol Masculino se celebró en Polonia entre el 24 de agosto y el 3 de septiembre de 2017 bajo la organización de la Confederación Europea de Voleibol (CEV) y la Federación Polaca de Voleibol.
Un total de 16 selecciones nacionales afiliadas a la CEV compitieron por el título de campeón europeo, cuyo anterior portador era el equipo de Francia, vencedor del Europeo de 2015. 
La selección de Rusia se adjudicó la medalla de oro al derrotar en la final al equipo de Alemania con un marcador de 2-3. En el partido por el tercer puesto el conjunto de Serbia venció al de Bélgica.

## Sedes
| Foto | Grupo          | Ciudad   | Instalación      | Capacidad |
| ---- | -------------- | -------- | ---------------- | --------- |
|      | A              | Varsovia | Estadio Nacional | 62 640    |
|      | A              | Gdańsk   | Ergo Arena       | 11 000    |
|      | B              | Szczecin | Azoty Arena      | 5055      |
|      | C y fase final | Cracovia | Tauron Arena     | 15 030    |
|      | D y fase final | Katowice | Spodek           | 11 036    |

## Grupos
| Grupo A   | Grupo B         | Grupo C   | Grupo D      |
| --------- | --------------- | --------- | ------------ |
| Polonia   | Italia          | Rusia     | Francia      |
| Serbia    | Alemania        | Bulgaria  | Bélgica      |
| Finlandia | Eslovaquia      | Eslovenia | Países Bajos |
| Estonia   | República Checa | España    | Turquía      |

## Primera fase
- Todos los partidos en la hora local de Polonia (UTC+2).

El primero de cada grupo pasan directamente a los cuartos de final, el segundo y tercero tienen que disputar primero la clasificación a cuartos de final.

### Grupo A
| Equipo    | Partidos | Partidos | Partidos |      | Sets | Sets | Sets  | Puntos | Puntos | Puntos |
| Equipo    | PJ       | PG       | PP       | Pts. | SG   | SP   | Ratio | PG     | PP     | Ratio  |
| --------- | -------- | -------- | -------- | ---- | ---- | ---- | ----- | ------ | ------ | ------ |
| Serbia    | 3        | 3        | 0        | 8    | 9    | 2    | 4,500 | 261    | 239    | 1,092  |
| Polonia   | 3        | 2        | 1        | 6    | 6    | 3    | 2,000 | 215    | 205    | 1,049  |
| Finlandia | 3        | 1        | 2        | 2    | 3    | 8    | 0,375 | 245    | 263    | 0,932  |
| Estonia   | 3        | 0        | 3        | 2    | 4    | 9    | 0,444 | 276    | 290    | 0,952  |

- Resultados

| Fecha | Hora  | Partido¹  | Partido¹ | Partido¹  | Res.  | Set 1 | Set 2 | Set 3 | Set 4 | Set 5 | Total     |
| ----- | ----- | --------- | -------- | --------- | ----- | ----- | ----- | ----- | ----- | ----- | --------- |
| 24.08 | 17:30 | Finlandia | –        | Estonia   | 3 – 2 | 25-21 | 25-22 | 25-27 | 22-25 | 15-9  | 112 – 104 |
| 24.08 | 20:30 | Polonia   | –        | Serbia    | 0 – 3 | 22-25 | 22-25 | 20-25 | –     | –     | 64 – 75   |
| 26.08 | 17:30 | Estonia   | –        | Serbia    | 2 – 3 | 23-25 | 25-16 | 25-21 | 20-25 | 12-15 | 105 – 102 |
| 26.08 | 20:30 | Finlandia | –        | Polonia   | 0 – 3 | 23-25 | 21-25 | 19-25 | –     | –     | 63 – 75   |
| 28.08 | 17:30 | Serbia    | –        | Finlandia | 3 – 0 | 25-20 | 25-18 | 34-32 | –     | –     | 84 – 70   |
| 28.08 | 20:30 | Estonia   | –        | Polonia   | 0 – 3 | 21-25 | 24-26 | 22-25 | –     | –     | 67 – 76   |

- (¹) – Todos en Gdańsk, a excepción del segundo partido que se disputa en Varsovia.

### Grupo B
| Equipo          | Partidos | Partidos | Partidos |      | Sets | Sets | Sets  | Puntos | Puntos | Puntos |
| Equipo          | PJ       | PG       | PP       | Pts. | SG   | SP   | Ratio | PG     | PP     | Ratio  |
| --------------- | -------- | -------- | -------- | ---- | ---- | ---- | ----- | ------ | ------ | ------ |
| Alemania        | 3        | 3        | 0        | 8    | 9    | 2    | 4,500 | 256    | 217    | 1,180  |
| Italia          | 3        | 2        | 1        | 7    | 8    | 3    | 2,667 | 255    | 233    | 1,094  |
| República Checa | 3        | 1        | 2        | 3    | 3    | 7    | 0,429 | 231    | 238    | 0,971  |
| Eslovaquia      | 3        | 0        | 3        | 0    | 1    | 9    | 0,111 | 200    | 254    | 0,787  |

- Resultados

| Fecha | Hora  | Partido¹        | Partido¹ | Partido¹        | Res.  | Set 1 | Set 2 | Set 3 | Set 4 | Set 5 | Total    |
| ----- | ----- | --------------- | -------- | --------------- | ----- | ----- | ----- | ----- | ----- | ----- | -------- |
| 25.08 | 17:00 | República Checa | –        | Eslovaquia      | 3 – 1 | 25-19 | 28-30 | 25-16 | 25-17 | –     | 103 – 82 |
| 25.08 | 20:30 | Alemania        | –        | Italia          | 3 – 2 | 25-22 | 21-25 | 19-25 | 25-19 | 15-8  | 105 – 99 |
| 27.08 | 17:00 | Eslovaquia      | –        | Italia          | 0 – 3 | 14-25 | 19-25 | 20-25 | –     | –     | 53 – 75  |
| 27.08 | 20:30 | República Checa | –        | Alemania        | 0 – 3 | 19-25 | 14-25 | 20-25 | –     | –     | 53 – 75  |
| 28.08 | 17:00 | Eslovaquia      | –        | Alemania        | 0 – 3 | 18-25 | 24-26 | 23-25 | –     | –     | 65 – 76  |
| 28.08 | 20:30 | Italia          | –        | República Checa | 3 – 0 | 27-25 | 28-26 | 26-24 | –     | –     | 81 – 75  |

- (¹) – Todos en Szczecin.

### Grupo C
| Equipo    | Partidos | Partidos | Partidos |      | Sets | Sets | Sets  | Puntos | Puntos | Puntos |
| Equipo    | PJ       | PG       | PP       | Pts. | SG   | SP   | Ratio | PG     | PP     | Ratio  |
| --------- | -------- | -------- | -------- | ---- | ---- | ---- | ----- | ------ | ------ | ------ |
| Rusia     | 3        | 3        | 0        | 9    | 9    | 0    | MAX   | 232    | 192    | 1,208  |
| Bulgaria  | 3        | 2        | 1        | 6    | 6    | 3    | 2,000 | 218    | 202    | 1,079  |
| Eslovenia | 3        | 1        | 2        | 3    | 3    | 6    | 0,500 | 217    | 216    | 1,005  |
| España    | 3        | 0        | 3        | 0    | 0    | 9    | 0,000 | 173    | 230    | 0,752  |

- Resultados

| Fecha | Hora  | Partido¹  | Partido¹ | Partido¹  | Res.  | Set 1 | Set 2 | Set 3 | Set 4 | Set 5 | Total   |
| ----- | ----- | --------- | -------- | --------- | ----- | ----- | ----- | ----- | ----- | ----- | ------- |
| 24.08 | 17:30 | Bulgaria  | –        | Rusia     | 0 – 3 | 23-25 | 20-25 | 19-25 | –     | –     | 62 – 75 |
| 24.08 | 20:30 | España    | –        | Eslovenia | 0 – 3 | 25-27 | 15-25 | 16-25 | –     | –     | 56 – 77 |
| 26.08 | 17:30 | Rusia     | –        | Eslovenia | 3 – 0 | 27-25 | 30-28 | 25-22 | –     | –     | 82 – 75 |
| 26.08 | 20:30 | Bulgaria  | –        | España    | 3 – 0 | 25-15 | 28-26 | 25-21 | –     | –     | 78 – 62 |
| 28.08 | 17:30 | Eslovenia | –        | Bulgaria  | 0 – 3 | 22-25 | 26-28 | 17-25 | –     | –     | 65 – 78 |
| 28.08 | 20:30 | Rusia     | –        | España    | 3 – 0 | 25-19 | 25-13 | 25-23 | –     | –     | 75 – 55 |

- (¹) – Todos en Cracovia.

### Grupo D
| Equipo       | Partidos | Partidos | Partidos |      | Sets | Sets | Sets  | Puntos | Puntos | Puntos |
| Equipo       | PJ       | PG       | PP       | Pts. | SG   | SP   | Ratio | PG     | PP     | Ratio  |
| ------------ | -------- | -------- | -------- | ---- | ---- | ---- | ----- | ------ | ------ | ------ |
| Bélgica      | 3        | 3        | 0        | 7    | 9    | 4    | 2,250 | 299    | 281    | 1,064  |
| Francia      | 3        | 2        | 1        | 6    | 8    | 5    | 1,600 | 294    | 291    | 1,010  |
| Turquía      | 3        | 1        | 2        | 4    | 5    | 7    | 0,714 | 277    | 276    | 1,004  |
| Países Bajos | 3        | 0        | 3        | 1    | 3    | 9    | 0,333 | 263    | 285    | 0,923  |

- Resultados

| Fecha | Hora  | Partido¹     | Partido¹ | Partido¹     | Res.  | Set 1 | Set 2 | Set 3 | Set 4 | Set 5 | Total     |
| ----- | ----- | ------------ | -------- | ------------ | ----- | ----- | ----- | ----- | ----- | ----- | --------- |
| 25.08 | 17:00 | Países Bajos | –        | Turquía      | 1 – 3 | 19-25 | 22-25 | 25-21 | 22-25 | –     | 88 – 96   |
| 25.08 | 20:30 | Francia      | –        | Bélgica      | 2 – 3 | 22-25 | 25-23 | 21-25 | 25-23 | 12-15 | 105 – 111 |
| 27.08 | 17:00 | Turquía      | –        | Bélgica      | 2 – 3 | 22-25 | 25-22 | 25-21 | 25-27 | 16-18 | 113 – 113 |
| 27.08 | 20:30 | Países Bajos | –        | Francia      | 2 – 3 | 22-25 | 25-23 | 25-21 | 28-30 | 12-15 | 112 – 114 |
| 28.08 | 17:00 | Bélgica      | –        | Países Bajos | 3 – 0 | 25-21 | 25-21 | 25-21 | –     | –     | 75 – 63   |
| 28.08 | 20:30 | Turquía      | –        | Francia      | 0 – 3 | 23-25 | 23-25 | 22-25 | –     | –     | 68 – 75   |

- (¹) – Todos en Katowice.

## Fase final
- Todos los partidos en la hora local de Polonia (UTC+2).

|  | Clasif. a cuartos | Clasif. a cuartos |          |          | Cuartos de final | Cuartos de final |        |              | Semifinales     | Semifinales     |  |  | Final           | Final           |
|  | 30 de agosto      | 30 de agosto      |          |          | 31 de agosto     | 31 de agosto     |        |              | 2 de septiembre | 2 de septiembre |  |  | 3 de septiembre | 3 de septiembre |
|  |                   |                   |          |          |                  |                  |        |              |                 |                 |  |  |                 |                 |
|  |                   |                   |          |          |                  |                  |        |              |                 |                 |  |  |                 |                 |
|  |                   |                   |          |          |                  |                  |        |              |                 |                 |  |  |                 |                 |
|  | Serbia            | 3                 |          |          |                  |                  |        |              |                 |                 |  |  |                 |                 |
|  | Serbia            | 3                 | Bulgaria | 3        |                  |                  |        |              |                 |                 |  |  |                 |                 |
|  |                   | Bulgaria          | Bulgaria | 3        | 0                |                  |        |              |                 |                 |  |  |                 |                 |
|  | Finlandia         | Bulgaria          | 1        |          | 0                | Serbia           | 2      |              |                 |                 |  |  |                 |                 |
|  | Finlandia         |                   | 1        |          |                  | Serbia           | 2      |              |                 |                 |  |  |                 |                 |
|  |                   |                   |          | Alemania | 3                |                  |        |              |                 |                 |  |  |                 |                 |
|  | Alemania          | 3                 |          | Alemania | 3                |                  |        |              |                 |                 |  |  |                 |                 |
|  | Alemania          | 3                 | Francia  | 1        |                  |                  |        |              |                 |                 |  |  |                 |                 |
|  |                   | República Checa   | Francia  | 1        | 1                |                  |        |              |                 |                 |  |  |                 |                 |
|  | República Checa   | República Checa   | 3        |          | 1                | Alemania         | 2      |              |                 |                 |  |  |                 |                 |
|  | República Checa   |                   | 3        |          |                  | Alemania         | 2      |              |                 |                 |  |  |                 |                 |
|  |                   |                   |          | Rusia    | 3                |                  |        |              |                 |                 |  |  |                 |                 |
|  | Rusia             | 3                 |          | Rusia    | 3                |                  |        |              |                 |                 |  |  |                 |                 |
|  | Rusia             | 3                 | Polonia  | 0        |                  |                  |        |              |                 |                 |  |  |                 |                 |
|  |                   | Eslovenia         | Polonia  | 0        | 0                |                  |        |              |                 |                 |  |  |                 |                 |
|  | Eslovenia         | Eslovenia         | 3        |          | 0                | Rusia            | 3      | Tercer lugar | Tercer lugar    |                 |  |  |                 |                 |
|  | Eslovenia         |                   | 3        |          |                  | Rusia            | 3      | Tercer lugar | Tercer lugar    |                 |  |  |                 |                 |
|  |                   |                   |          | Bélgica  | 0                |                  |        |              |                 |                 |  |  |                 |                 |
|  | Bélgica           | 3                 |          | Bélgica  | 0                |                  |        |              |                 |                 |  |  |                 |                 |
|  | Bélgica           | 3                 | Italia   | 3        |                  |                  | Serbia | 3            |                 |                 |  |  |                 |                 |
|  |                   | Italia            | Italia   | 3        | 0                |                  | Serbia | 3            |                 |                 |  |  |                 |                 |
|  | Turquía           | Italia            | 0        |          | 0                | Bélgica          | 2      |              |                 |                 |  |  |                 |                 |
|  | Turquía           |                   | 0        |          |                  | Bélgica          | 2      |              |                 |                 |  |  |                 |                 |

### Clasificación a cuartos
| Fecha | Hora  | Partido¹ | Partido¹ | Partido¹        | Res.  | Set 1 | Set 2 | Set 3 | Set 4 | Set 5 | Total   |
| ----- | ----- | -------- | -------- | --------------- | ----- | ----- | ----- | ----- | ----- | ----- | ------- |
| 30.08 | 17:30 | Bulgaria | –        | Finlandia       | 3 – 1 | 23-25 | 25-21 | 25-11 | 25-12 | –     | 98 – 69 |
| 30.08 | 17:30 | Italia   | –        | Turquía         | 3 – 0 | 25-16 | 25-17 | 31-29 | –     | –     | 81 – 62 |
| 30.08 | 20:30 | Polonia  | –        | Eslovenia       | 0 – 3 | 21-25 | 21-25 | 19-25 | –     | –     | 61 – 75 |
| 30.08 | 20:30 | Francia  | –        | República Checa | 1 – 3 | 21-25 | 25-21 | 21-25 | 20-25 | –     | 87 – 96 |

- (¹) – El primero y el tercero en Cracovia, los otros dos en Katowice.

### Cuartos de final
| Fecha | Hora  | Partido¹ | Partido¹ | Partido¹        | Res.  | Set 1 | Set 2 | Set 3 | Set 4 | Set 5 | Total   |
| ----- | ----- | -------- | -------- | --------------- | ----- | ----- | ----- | ----- | ----- | ----- | ------- |
| 31.08 | 17:30 | Rusia    | –        | Eslovenia       | 3 – 0 | 25-17 | 25-19 | 25-19 | –     | –     | 75 – 55 |
| 31.08 | 17:30 | Alemania | –        | República Checa | 3 – 1 | 25-22 | 16-25 | 25-23 | 25-20 | –     | 91 – 90 |
| 31.08 | 20:30 | Serbia   | –        | Bulgaria        | 3 – 0 | 25-21 | 25-22 | 28-26 | –     | –     | 78 – 69 |
| 31.08 | 20:30 | Bélgica  | –        | Italia          | 3 – 0 | 25-21 | 25-11 | 25-23 | –     | –     | 75 – 55 |

- (¹) – El primero y el tercero en Cracovia, los otros dos en Katowice.

### Semifinales
| Fecha | Hora  | Partido¹ | Partido¹ | Partido¹ | Res.  | Set 1 | Set 2 | Set 3 | Set 4 | Set 5 | Total     |
| ----- | ----- | -------- | -------- | -------- | ----- | ----- | ----- | ----- | ----- | ----- | --------- |
| 02.09 | 17:30 | Serbia   | –        | Alemania | 2 – 3 | 26-24 | 25-15 | 18-25 | 25-27 | 13-15 | 107 – 106 |
| 02.09 | 20:30 | Rusia    | –        | Bélgica  | 3 – 0 | 25-14 | 25-17 | 25-17 | –     | –     | 75 – 48   |

- (¹) – Ambos en Cracovia.

### Tercer lugar
| Fecha | Hora  | Partido¹ | Partido¹ | Partido¹ | Res.  | Set 1 | Set 2 | Set 3 | Set 4 | Set 5 | Total     |
| ----- | ----- | -------- | -------- | -------- | ----- | ----- | ----- | ----- | ----- | ----- | --------- |
| 03.09 | 17:30 | Serbia   | –        | Bélgica  | 3 – 2 | 25-17 | 22-25 | 19-25 | 25-22 | 15-12 | 106 – 101 |

- (¹) – En Cracovia.

### Final
| Fecha | Hora  | Partido¹ | Partido¹ | Partido¹ | Res.  | Set 1 | Set 2 | Set 3 | Set 4 | Set 5 | Total     |
| ----- | ----- | -------- | -------- | -------- | ----- | ----- | ----- | ----- | ----- | ----- | --------- |
| 03.09 | 20:30 | Alemania | –        | Rusia    | 2 – 3 | 19-25 | 25-20 | 22-25 | 25-17 | 13-15 | 104 – 102 |

- (¹) – En Cracovia.-

## Medallero
| Rusia | Alemania | Serbia |
| Andrei Ashchev Yuri Berezhko Alexandr Butko Yegor Feoktistov Valentin Golubev Serguei Grankin Yegor Kliuka Ilias Kurkayev Roman Martyniuk Maxim Mijailov Ilia Vlasov Dmitri Volkov Artiom Volvich Maxim Zhigalov | Michael Andrei Noah Baxpöhler Marcus Böhme Christian Fromm György Grozer Simon Hirsch Denys Kaliberda Lukas Kampa Moritz Karlitzek Tobias Krick Ruben Schott Linus Weber Julian Zenger Jan Zimmermann | Aleksandar Atanasijević Maksim Buculjević Nikola Jovović Milan Katić Uroš Kovačević Srećko Lisinac Dražen Luburić Neven Majstorović Aleksandar Okolić Nemanja Petrić Marko Podraščanin Nikola Rosić Goran Škundrić Dragan Stanković |
| Serguei Shlyapnikov (seleccionador) | Andrea Giani (seleccionador) | Nikola Grbić (seleccionador) |

## Estadísticas

### Clasificación general
| 1. Rusia           |
| 2. Alemania        |
| 3. Serbia          |
| 4. Bélgica         |
| 5. Italia          |
| 6. Bulgaria        |
| 7. República Checa |
| 8. Eslovenia       |
| 9. Francia         |
| 10. Polonia        |
| 11. Turquía        |
| 12. Finlandia      |
| 13. Estonia        |
| 14. Países Bajos   |
| 15. Eslovaquia     |
| 16. España         |

### Máximos anotadores
| N.º | Nombre          | Selección | Puntos | Partidos jugados |
| --- | --------------- | --------- | ------ | ---------------- |
| 1   | György Grozer   | Alemania  | 117    | 5                |
| 2   | Maxim Mijailov  | Rusia     | 109    | 6                |
| 3   | Dmitri Volkov   | Rusia     | 95     | 6                |
| 4   | Tsvetan Sokolov | Bulgaria  | 92     | 5                |
| 5   | Uroš Kovačević  | Serbia    | 87     | 6                |

Fuente: 

### Distinciones individuales
- Mejor jugador (MVP) – Maxim Mijailov[1] ( Rusia)
- Mayor anotator – György Grozer ( Alemania) –117 pts.–
- Mejor colocador – Denys Kaliberda ( Alemania) y Dmitri Volkov ( Rusia)
- Mejor receptor – Serguei Grankin ( Rusia)
- Mejor central – Srećko Lisinac ( Serbia) y Marcus Böhme ( Alemania)
- Mejor opuesto – György Grozer ( Alemania)
- Mejor líbero – Lowie Steuer ( Bélgica)

Fuente: 